# Antun Perko
Antun Perko (Purgstall, Austrija, 5. srpnja 1833. – Dubrovnik, 6. ožujka 1905.), slovenski slikar.
Bio je časnik austrijske mornarice, a slikarstvo je učio u Beču. Neko vrijeme bio je upravitelj dvora Hradčany u Pragu, a od 1895. godine živio je u Dubrovniku. 
Slikao je marine i arhitektonske spomenike u akvarelu i ulju. Objavio je mapu s 12 motiva pomorske bitke kod Visa.